# Homo duplex
Homo duplex är ett begrepp introducerat av samhällsvetaren Émile Durkheim, för att beskriva människans dubbelnatur, som den profana, som främjar individen och den heliga, som främjar kollektivet.